# Parnaso (Mantegna)
Il cosiddetto Parnaso è un dipinto a tempera su tela (159 × 192 cm) di Andrea Mantegna, risalente al 1497 e conservato oggi al Louvre di Parigi.

## Storia
La tela fu la prima della serie di decorazioni pittoriche per lo studiolo di Isabella d'Este nel Castello di San Giorgio a Mantova. Esiste una documentazione che il maestro ricevette la vernice per completare l'opera nel 1497 e in quello stesso periodo Alberto da Bologna spediva una lettera a Ferrara, alla marchesa Isabella in viaggio, informandola che al suo rientro avrebbe trovato l'opera terminata e completata già di cornice. 
Il complesso programma iconografico, ricco di valori allegorici, venne forse fornito dal poeta e consigliere di Isabella Paride da Ceresara.
Dopo la morte dell'artista (1506), forse in concomitanza con il trasferimento dello studiolo nei nuovi appartamenti della marchesa (1523), il Parnaso venne in parte ridipinto per aggiornare i colori alla tecnica a olio e lo stile al colorismo allora dominante. Tale intervento venne forse effettuato da Lorenzo Leonbruno e riguardò ampie zone, in particolare le teste delle Muse, di Apollo, di Venere e il paesaggio visibile oltre l'arco roccioso.
La tela, con le altre dello studiolo, venne donata verso il 1627 al cardinale Richelieu venendo trasferita a Parigi, dove al tempo di Luigi XIV entrò nelle collezioni regali. Da lì, dopo la rivoluzione francese, è confluita nel museo del Louvre.

## Descrizione e stile

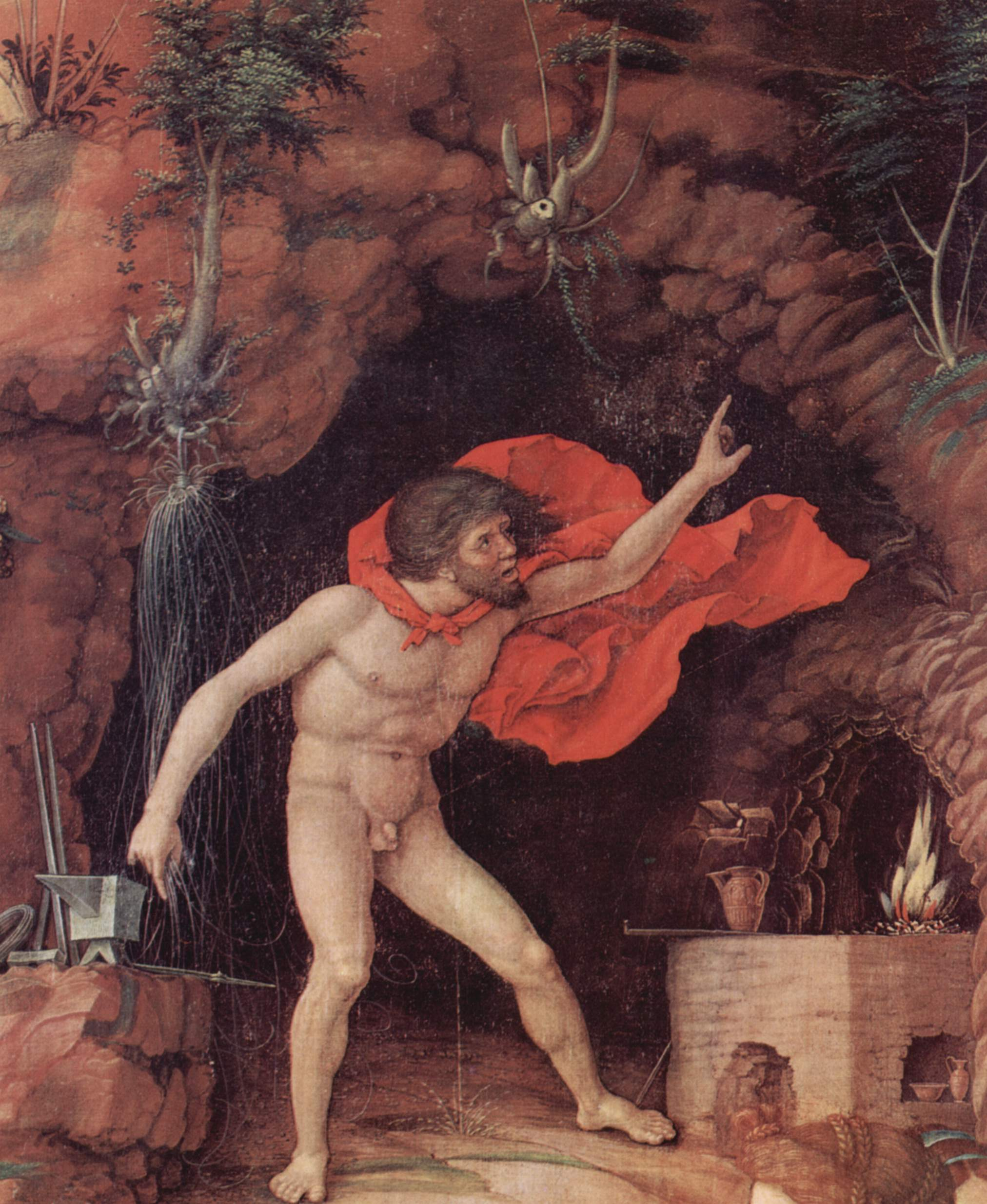
Vulcano

L'interpretazione tradizionale si basa su un poemetto di Battista Fiera della fine del XV secolo, Melanysius , dove si identificava il quadro come una rappresentazione del Parnaso, culminante nell'allegoria di Isabella come Venere e suo marito Francesco Gonzaga come Marte, sotto il cui regno fioriscono le arti simboleggiate da Apollo e le Muse.
In primo luogo l'opera mostra l'amore adulterino tra Venere e Marte, rappresentati su un arco naturale di roccia davanti a un letto simbolico, sullo sfondo la vegetazione ha molti frutti nella parte sinistra (maschile) e uno solo nella parte destra (femminile), simboleggiando la fecondazione. La posa di Venere è ripresa dalla statuaria antica, ma essenzialmente la dea appare come una donna reale, in tutta la sua voluttuosa bellezza: la candida pelle della sua nudità risalta specialmente dall'accostamento all'armatura di Marte. Assieme a loro sta Anteros o l'Amore celeste, che benedice la loro unione. Venere tiene in mano la freccia d'oro di Cupido disarmato, con la quale genera amore. Si tratta di un'esaltazione dell'amore divino, opposto a quello carnale, che genera Armonia. Cupido, con in mano ancora l'arco, ha una lunga cerbottana con la quale mira ai genitali di Vulcano, sposo di Venere, che è raffigurato nella sua grotta-fucina, intento a forgiare nuove frecce. Alle sue spalle si trova un grappolo d'uva, simbolo forse dell'intemperanza degli ubriachi.

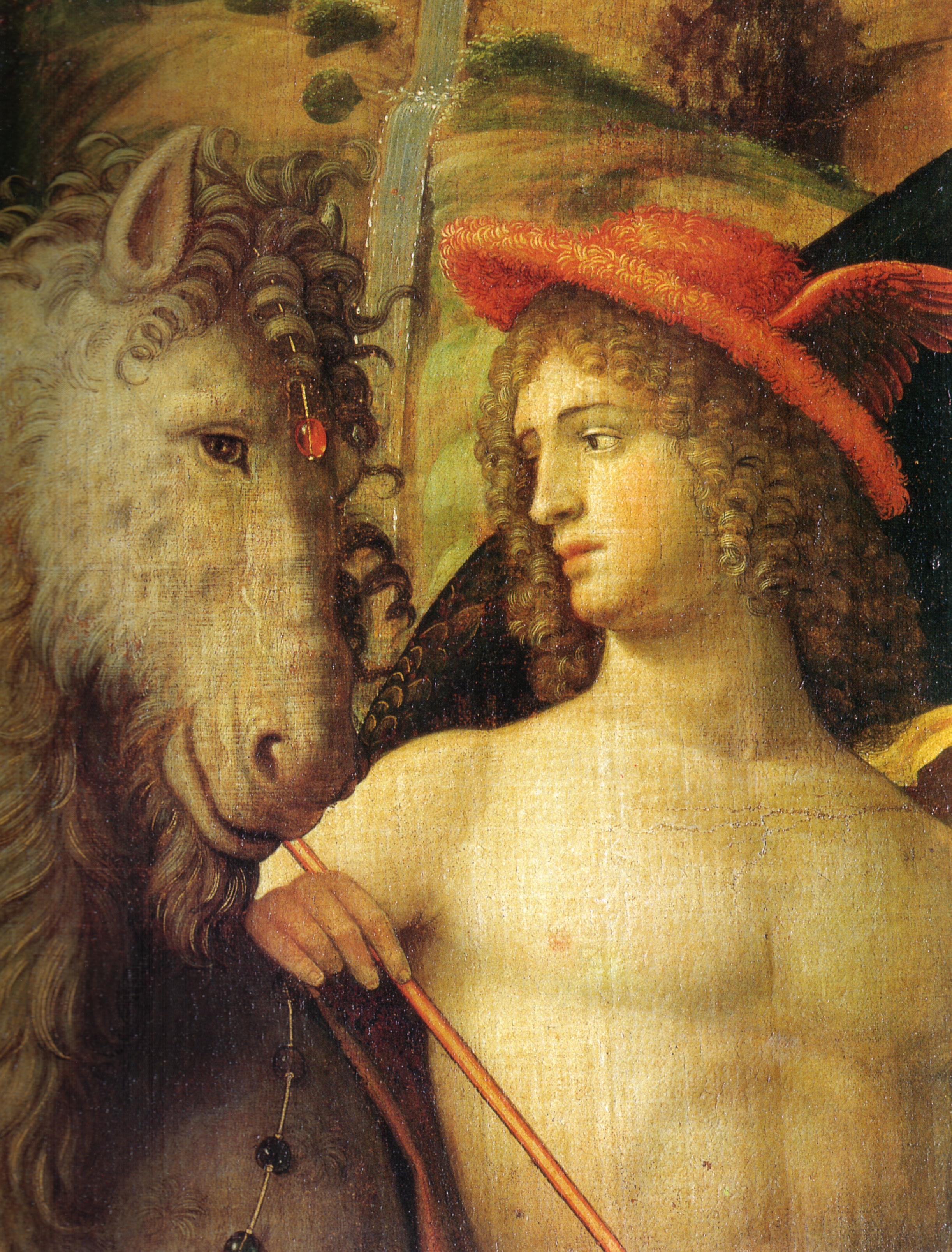
Mercurio e Pegaso

Nella radura sotto l'arco Apollo (a sinistra, già scambiato per Orfeo nell'inventario del 1542) suona la cetra e le nove Muse danzano beatamente simboleggiando l'armonia universale: notevole fu la capacità di Mantegna nell'orchestrare i movimenti del nutrito gruppo danzante, i cui abiti fluenti creano un ritmo lineare di grande raffinatezza. Secondo la mitologia il canto delle nove sorelle provocava eruzioni vulcaniche e altri cataclismi, simboleggiati nelle montagne crollanti in alto a sinistra. A tali disastri poneva rimedio Pegaso battendo il proprio zoccolo: esso si trova infatti raffigurato in primo piano a destra, di dimensioni quindi leggermente maggiori, ingioiellato e nell'atto di alzare la zampa. Il suo tocco di zoccolo fece anche scaturire la fonte Ippocrene che alimentava le cascate del monte Elicona, visibili sullo sfondo: le Muse danzavano proprio in un boschetto di questo monte, per cui la titolazione tradizionale come "Parnaso" sarebbe inesatta.
Accanto a lui si trova Mercurio colto in posa contemplativa e vestito dei suoi tipici attributi quali il cappello alato, il caduceo (bastone con le serpi intrecciate) e i calzari da messaggero degli dei. La sua presenza si spiega col fatto che egli assicurò protezione alla coppia adultera.